# 党蘭修
党蘭修，陝西省同州府郃陽縣人，清朝政治人物。進士出身。
光緒二年（1876年），參加丙子恩科會試，得貢士第98名。殿試登進士2甲第78名。同年五月（6月3日），著分六部學習。